# Giacun Hasper Muoth

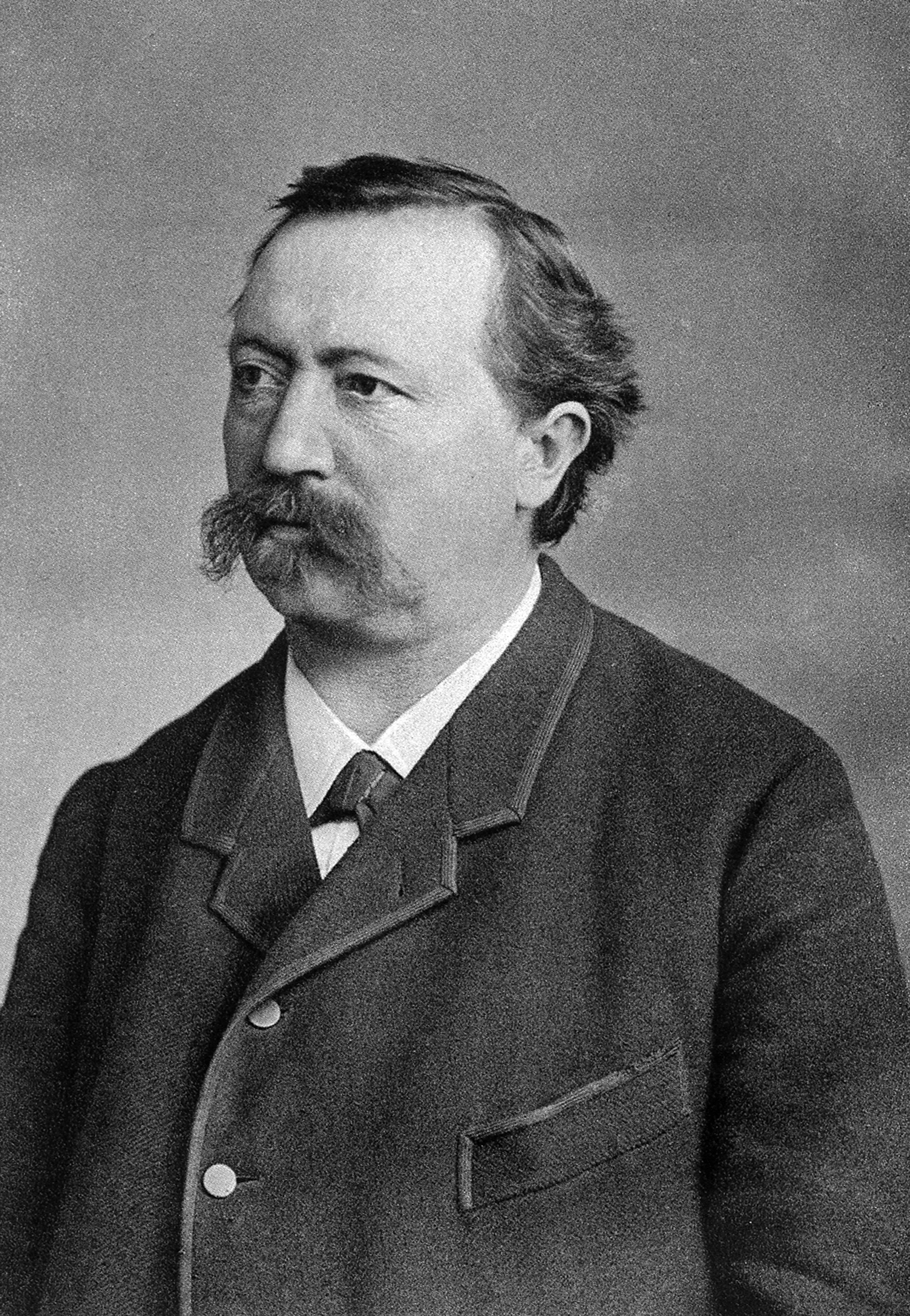
Giacun Hasper Muoth um 1890

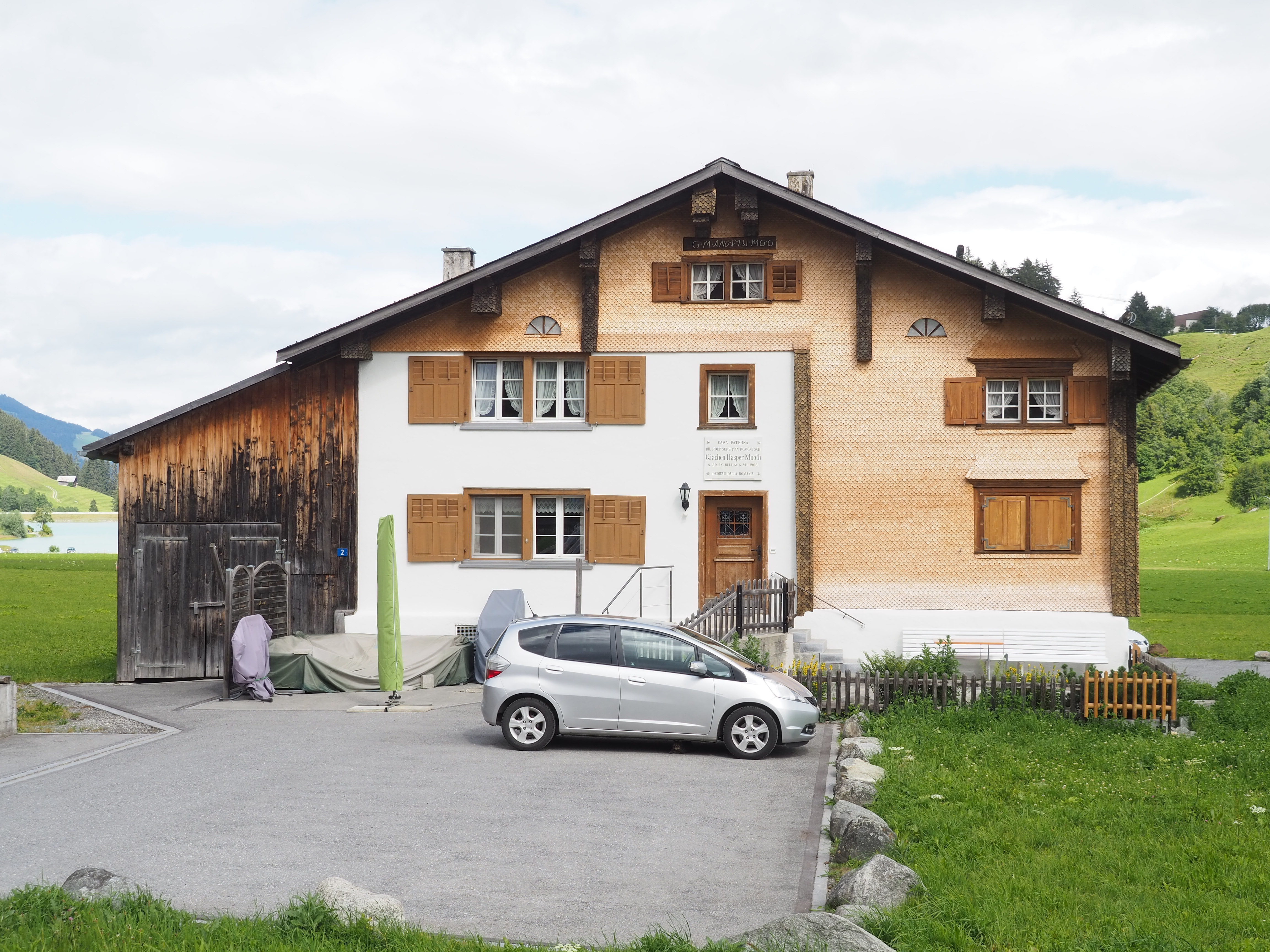
Elternhaus von Giacun Hasper Muoth in Breil mit Gedenktafel

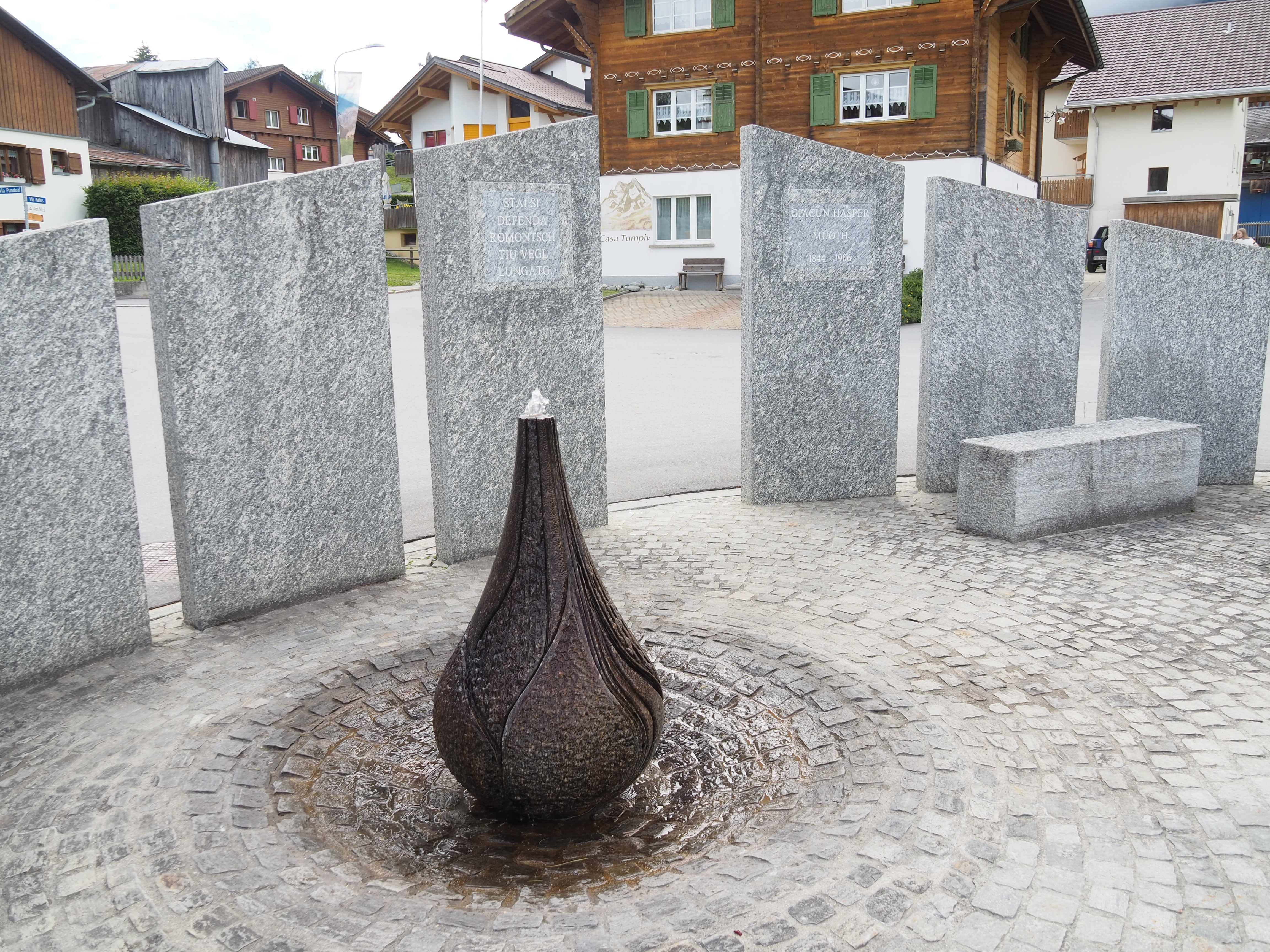
Giacun-Hasper-Muoth-Gedenkstätte vor seinem Elternhaus in Breil

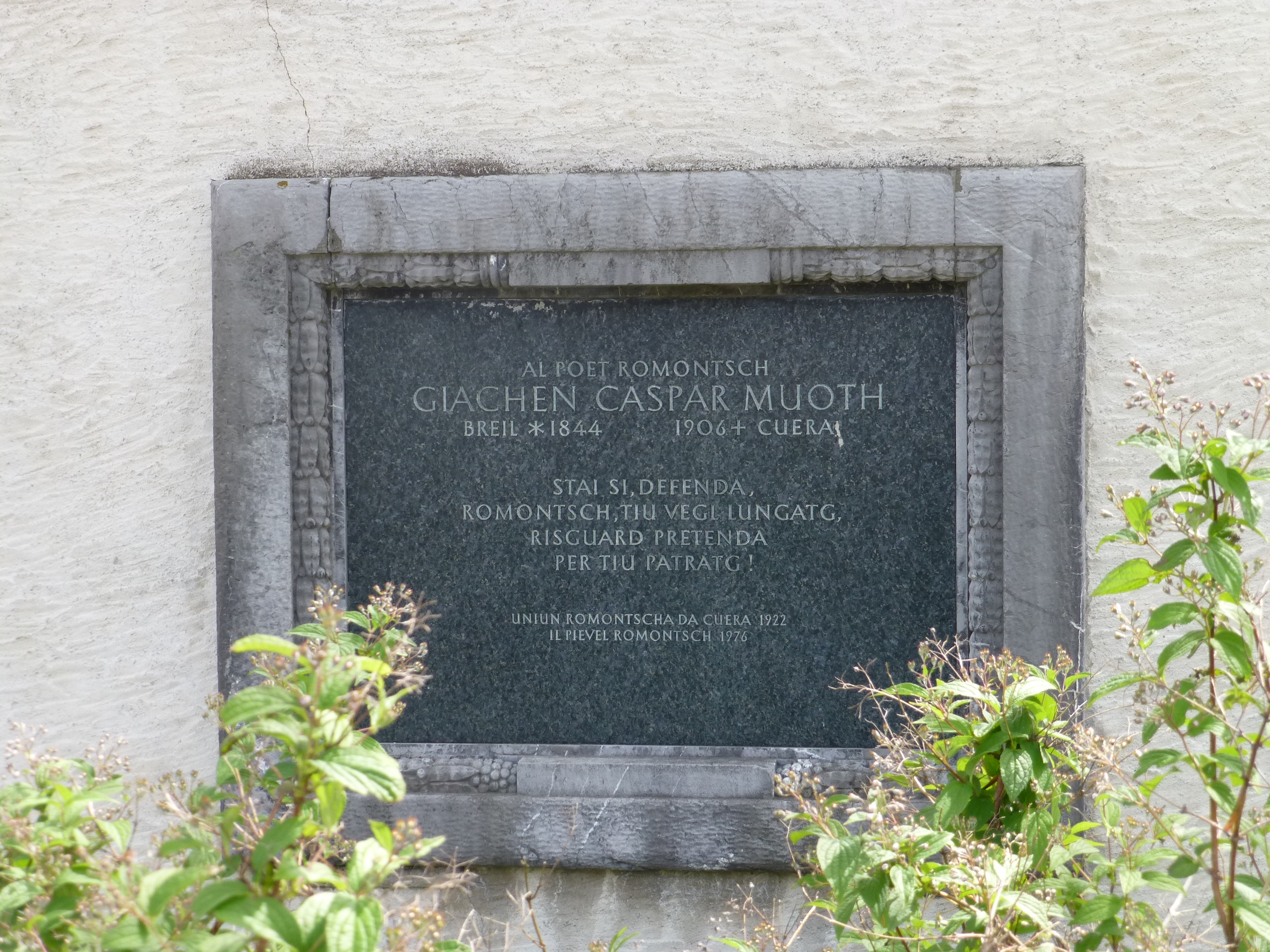
Kenotaph des Dichters im Friedhof Hof hinter der Kathedrale Chur

Giacun Hasper Muoth (* 29. September 1844 in Breil/Brigels; † 6. Juli 1906 in Chur) war ein Schweizer Lehrer und Dichter, der im rätoromanischen Idiom Sursilvan schrieb. Er zählt durch seine Dichtung zu den Hauptvertretern der Literatur der so genannten Rätoromanischen Renaissance im 19. Jahrhundert.

## Leben
Giacun Hasper Muoth wuchs im rätoromanischen und katholischen Dorf Breil in der Surselva auf. Beides, die sprachliche und die konfessionelle Identität, beeinflussten sein späteres Wirken als Schriftsteller stark. In seiner Jugend besuchte er nacheinander Schulen in Feldkirch, Disentis/Mustér, Schwyz und Fribourg. 1867 studierte er zunächst an der reformiert geprägten Universität Lausanne, von 1868 bis 1873 an der katholischen Universität München. Er belegte Geschichte, Philosophie und Allgemeine Philologie. In München kam er mit der Weltanschauung und Sprachphilosophie der deutschen Romantik in Berührung, die sein Werk und sein Kampf um den Erhalt des Rätoromanischen prägten. Bis ein Jahr vor seinem Tod war er anschliessend als Sprach- und Geschichtslehrer an der Kantonsschule Chur tätig. Nach längerer Krankheit starb Muoth 1906 im Kreuzspital Chur.

## Schriftstellerisches Schaffen
Das dichterische Werk Muoths ist stark vom Kampf um den Erhalt und die Erneuerung der rätoromanischen Sprache und Identität geprägt. Er zählt zu den frühesten Dichtern, die im Idiom Sursilvan schrieben. Seine Lyrik speist sich, vom sprachkämpferischen Duktus abgesehen, aus Alltagbetrachtungen und aus geschichtlichen Kenntnissen und bewegt sich zwischen Romantik und Realismus. Neben Gedichten schrieb er Idyllen sowie historische und sprachwissenschaftliche Texte.
Der romantisch-kämpferische Stil von Muoths Sprachlyrik zeigt sich besonders im Gedicht Al pievel romontsch von 1887. Es beginnt mit dem klaren Aufruf Stai si! defenda, Romontsch, tiu vegl lungatg! (deutsch etwa: «Stehe auf! Verteidige, Rätoromane, deine alte Sprache!»). Im Folgenden werden die Vorzüge der rätoromanischen Sprache den Nachteilen der drohenden Germanisierung, die als Entwurzelung aufgefasst wird, gegenübergestellt.
Als opus magnum Muoths gilt das Versepos Il Cumin d'Ursèra de 1425 aus dem Jahr 1896, das als eine Art Nationalepos der Rätoromanen gilt. Es handelt von einer Landsgemeinde im Urserental, das im 15. Jahrhundert laut dem Epos noch zum Einflussbereich der Abtei Disentis und zum rätoromanischen Sprachraum gehörte. Als heldenhafter Protagonist wird der Abt Pieder de Pultengia eingeführt. Er reitet in aller Eile über den Oberalppass, um an der Landsgemeinde die Ürschner Bevölkerung vom Verbleib beim Kloster und bei der rätoromanischen Sprachgemeinschaft zu überzeugen. Er hat mit seinem flammenden Plädoyer Erfolg, während die verlockenden Reden der deutschsprachigen Urner nicht verfangen. Daher ruft das Ürschner Volk im Chor: O mumma romontscha! Ti mumma carina! Nus ’lein tia tschontscha salvar per adina! (deutsch etwa: «O Mutter Rätoromanisch! Du liebe Mutter! Wir wollen deine Sprache erhalten für alle Zeiten!»). Der Widerstand gegen die Germanisierung und der Erhalt der eigenen Sprachkultur werden in Muots Epos zum Mythos stilisiert. Historisch sind die geschilderten Ereignisse allerdings nicht haltbar.

## Werke (Auswahl)

### Einzelwerke
Gedichte und Balladen
- La vusch de San Gliezi (1872)
- La dertgira nauscha de Vallendau (1450) (1882)
- Igl eremit San Sigisbert (1885)
- Il tirann Victor (1887)
- Al pievel romontsch (1887)
- La vendetga dils Grischs (1893)

Idyllen
- Las spatlunzas (1872)
- Il Gioder (1886)
- A mesiras (1896)

Versepos
- Il Cumin d'Ursèra de 1425 (1896)

Philologische Texte
- Grammatica romontscha-tudestga, contenenta ils principals elements formals dil lungatg tudestg en lur relaziun cul lungatg romontsch dil Rein (1890)
- Romontsch u Tudesc (1893)

Quelleneditionen
- Zwei sogenannte Ämterbücher des Bistums Chur aus dem Anfang des XV. Jahrhunderts, in: Jahresbericht der Historisch-Antiquarischen Gesellschaft von Graubünden 27 (1897)

### Werkausgabe
1994 bis 2000 erschienen die Werke Muots in einer sechsbändigen, von Iso Camartin und Leo Tuor besorgten Ausgabe:
- Ovras da Giacun Hasper Muoth, Ediziun da Breil en 6 toms.